# Campeonato Italiano de Rugby 2008-09
El Campeonato de Rugby de Italia de 2008-09 fue la 79.ª edición de la primera división del rugby de Italia.

## Sistema de disputa
El torneo se desarrolló en dos etapas, una fase regular en la cual los equipos disputaron encuentros en condición de local y de visitante frente a cada uno de sus rivales.
Luego se disputará una etapa de eliminación directa, en la cual los primeros cuatro equipos de la fase regular clasifican a las semifinales en la búsqueda por el campeonato.
El último equipo en la tabla general desciende directamente a la Serie B.

## Desarrollo
- Tabla de posiciones:[1]

| Pos. | Equipo             | Encuentros | Encuentros | Encuentros | Encuentros | Tantos | Tantos | Tantos | PB | Puntos |
| Pos. | Equipo             | PJ         | PG         | PE         | PP         | F      | C      | Dif    | PB | Puntos |
| ---- | ------------------ | ---------- | ---------- | ---------- | ---------- | ------ | ------ | ------ | -- | ------ |
| 1.º  | Rugby Viadana      | 18         | 13         | 0          | 5          | 492    | 338    | +154   | 9  | 65     |
| 2.º  | Benetton Treviso   | 18         | 12         | 2          | 4          | 426    | 292    | +134   | 7  | 59     |
| 3.º  | Rugby Calvisano    | 18         | 12         | 0          | 6          | 447    | 297    | +150   | 6  | 54     |
| 4.º  | Rugby Rovigo       | 18         | 11         | 1          | 6          | 389    | 318    | +71    | 6  | 52     |
| 5.º  | Rugby Parma        | 18         | 11         | 1          | 6          | 415    | 326    | +89    | 6  | 52     |
| 6.º  | Petrarca Padova    | 18         | 9          | 1          | 8          | 345    | 402    | -57    | 4  | 42     |
| 7.º  | Rugby Roma Olimpic | 18         | 5          | 0          | 13         | 333    | 371    | -38    | 8  | 28     |
| 8.º  | Veneziamestre      | 18         | 4          | 3          | 11         | 279    | 408    | -129   | 5  | 27     |
| 9.º  | Capitolina         | 18         | 4          | 2          | 12         | 309    | 475    | -166   | 6  | 26     |
| 10.º | GRAN Parma         | 18         | 4          | 0          | 14         | 253    | 461    | -208   | 6  | 22     |

|  | Clasificado a Semifinales. |
|  | Descendido a la Serie B.   |

### Semifinales
| Equipo 1        | Equipo 2         | Ida   | Vuelta |
| --------------- | ---------------- | ----- | ------ |
| Rugby Calvisano | Benetton Treviso | 18-13 | 6-15   |
| Rugby Viadana   | Rugby Rovigo     | 23-19 | 15-11  |

### Final
| 30 de mayo de 2009 | Benetton Treviso | 29 - 20 | Rugby Viadana |  |  |

| Bandera de Italia        |
| Campeón Benetton Treviso |
| Décimo cuarto título     |